# Parkbahn im Volkspark Mainz
| „Flotte Lotte“ im Volkspark Mainz |                     |            |            |
| Streckenlänge: | 0,8 km              |            |            |
| Spurweite: | 600 mm (Schmalspur) |            |            |
| |                     |            |            |
| \| \| \| \| \| \| \| 0,30 \| Haltepunkt \| Haltepunkt \| \| \| 0,20 \| \| \| \| \| 0,10 \| \| \| \| \| 0,05 \| \| \| \| \| 0,00 \| Depot \| Depot \| |                     |            |            |
| Strecke von links · Strecke quer · Strecke von rechts                                                                                                |                     |            |            |
| Bahnhof · Strecke | 0,30                | Haltepunkt | Haltepunkt |
| Bahnübergang · Bahnübergang | 0,20                |            |            |
| Strecke · Strecke | 0,10                |            |            |
| Bahnübergang · Bahnübergang | 0,05                |            |            |
| Strecke nach links · Strecke nach rechts | 0,00                | Depot      | Depot      |

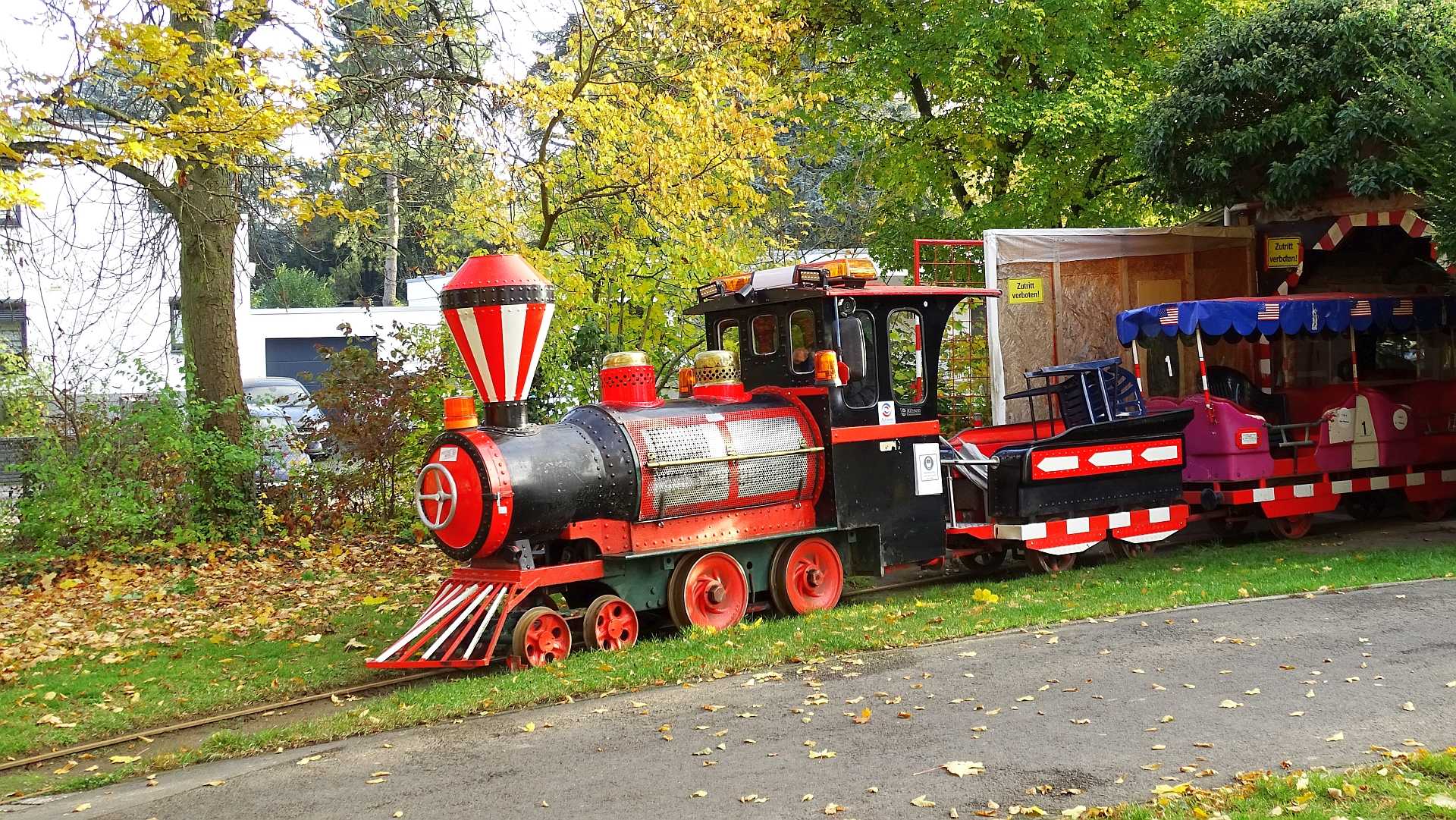
„Flotte Lotte“ beim Depot

Die Parkbahn im Volkspark Mainz in Mainz ist eine heute inhabergeführte Parkeisenbahn im Volkspark im Süden von Mainz.

## Strecke
Die Bahn befindet sich im Volkspark, einem von zwei größeren Mainzer Parks. Der Volkspark entstand 1935 auf dem Gelände des ehemaligen Forts Weisenau und wurde zur 2000-Jahr-Feier der Stadt Mainz 1962 neu gestaltet.
Er schließt südlich unmittelbar an den anderen größeren Stadtpark in Mainz an der Grenze zum Stadtteil Mainz-Weisenau an. Der etwa 800 Meter lange Kurs der Parkeisenbahn in der Form eines Ovals liegt nur in der südwestlichen Hälfte des Parks. Die Bahn ist durchgängig eingleisig und besitzt ein geschlossenes Depot, das bei der Fahrt als Tunnel durchfahren wird.
Dieses Depot liegt in der südlichen Ecke des Parks gegenüber dem Autoparkplatz an der Straße Am Viktorstift. Der einzige Haltepunkt ist beim Spielplatz an der Göttelmannstraße.

## Fahrzeuge
Seit der Inbetriebnahme im Jahr 1964 ist ein von den Gebrüdern Ihle, Bruchsal, ausgerüsteter Zug im Einsatz. Das Fahrgestell der Lokomotive der zunächst elektrisch mit Gleichstrom betriebenen Parkbahn stammt von der Maschinenfabrik Diema. Auch die Fahrgestelle der Wagen wurden zugekauft und bei Ihle ausgerüstet. Im Jahr 1973 wurde die Lokomotive mit einem handelsüblichen Verbrennungsmotor eines Opel Kadett C ausgestattet, erhielt ein Dreigang-Automatikgetriebe und später auch eine Autogasanlage. Aus Sicherheitsgründen in dem viel besuchten Park musste die Lokomotive mit dem Namen „Flotte Lotte“ im Laufe der Jahre mit weiteren Warnleuchten versehen werden.
2021 wurde das Getriebe generalüberholt, so dass die Bahn 2022 wieder bei gutem Wetter auch während der Woche ihre Runden drehen wird. Zwei vergleichbare Lokomotiven – allerdings nach Lieferung durch Diema von Ihle mit einem Verbrennungsmotor bestückt – wurden an das Phantasialand in Brühl und den Freizeitpark Rasti-Land bei Salzhemmendorf geliefert.

## Betrieb
Der Zug, bestehend aus Lokomotive mit Tender und sechs Wagen, verkehrt den ganzen Tag, bei gutem Wetter und Nachfrage, insbesondere in den Schulferien täglich, soweit die Schienenverhältnisse dies zulassen. Abgestellt wird der Zug im Depot, das im Betrieb als Tunnel durchfahren wird. Zu- und Ausstieg ist an dem einzigen Haltepunkt der Bahn bei einem Spielplatz. Im Winter ist Betriebspause.